# Wróblowice (Ukraina)
Wróblowice (ukr. Вороблевичі, Worobłewyczi), lub Wróblewice – wieś w rejonie drohobyckim obwodu lwowskiego Ukrainy, nad Tyśmienicą. W 2001 roku liczyła 1929 mieszkańców.
Południowo-zachodnią część wsi stanowi dawniej odrebna wieś Lipowiec.

## Tarnowscy
Majątek w przeszłości należał do rodziny Tarnowskich. Tutaj w 1836 roku urodził się hrabia Władysław Tarnowski, pianista, kompozytor, poeta, dramaturg, tłumacz. XIX-wieczne Wróblowice opisał m.in. Agaton Giller pod pseudonimem B. Sulita.
Przed 1939 we Wróblowicach mieszkał Jan hr. Tarnowski, w 1938 odznaczony krzyżem Pro Ecclesia et Pontifice.